# Neoathyreus goyasensis
Neoathyreus goyasensis är en skalbaggsart som beskrevs av Antoine Boucomont 1902. Neoathyreus goyasensis ingår i släktet Neoathyreus och familjen Bolboceratidae. Inga underarter finns listade i Catalogue of Life.